# 西会津パーキングエリア
西会津パーキングエリア（にしあいづパーキングエリア）は、福島県耶麻郡西会津町にある磐越自動車道のパーキングエリアである。

## 概要
上下線のいずれも、西会津ICの流出用ランプウェイに設置されている。出口は、下り線はPA内で本線合流とインターチェンジ流出で分かれ、上り線はいったんPAに入らない流出路と合流した上で改めて本線合流・インターチェンジ流出路に分かれる。
上下線とも、インターチェンジからの流入時には利用できない。

## 施設

### 上り線（郡山・いわき方面）
- 駐車場
  - 大型12台
  - 小型11台
- トイレ
  - 男性 大2（和式1・洋式1）・小5
  - 女性 7（和式2・洋式5）
    - 同伴の男児用 1

  - 車椅子用 1
- 自動販売機
- 給電スタンド（24時間）

### 下り線（新潟中央方面）
- 駐車場
  - 大型12台
  - 小型11台
- トイレ
  - 男性 大2（和式1・洋式1）・小5
  - 女性 7（和式2・洋式5）
    - 同伴の男児用 1

  - 車椅子用 1
- 自動販売機
- 給電スタンド（24時間）

## 隣
E49 磐越自動車道
(8) 会津坂下IC - (9) 西会津IC/西会津PA - 上川PA - (10) 津川IC

## 備考
- 高速バスWEライナーの昼便と郡山 - 新潟線はこのPAで休憩する。
- エリア内の花壇は、福島県立耶麻農業高等学校の生徒が植栽している[1]。